# Robótica bioinspirada

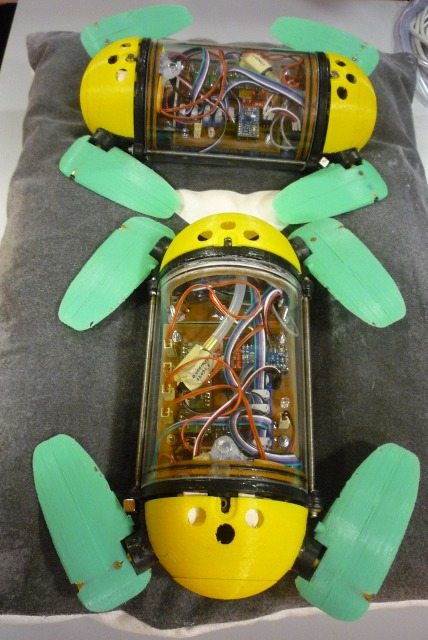
Dos u-robots de GATO que están siendo desarrollados en la Universidad Técnica de Tallin para reducir el coste de operaciones arqueológicas submarinas

La locomoción robótica inspirada biológicamente es una subcategoría bastante nueva  del diseño inspirado biológicamente. Trata sobre el aprendizaje de conceptos de la naturaleza aplicándolos al diseño de sistemas del mundo real. Más específicamente, este campo trata sobre hacer robots inspirados en sistemas biológicos. El biomimetismo y el diseño inspirado biológicamente es a veces confundido. Biomimetismo es copiar la naturaleza mientras que el diseño inspirado biológicamente trata sobre aprender de la naturaleza y hacer un mecanismo que es más sencillo y eficaz que el sistema observado en la misma. El biomimetismo ha conducido a una rama diferente de la Robótica llamada robótica blanda. Los sistemas biológicos han sido optimizados para tareas concretas de acuerdo a su hábitat. Aun así,  son multifuncionales y no están diseñados para una única funcionalidad concreta. La robótica inspirada en la biología trata el estudio de sistemas biológicos, y busca los mecanismos que pueden solucionar algún problema en el campo de la ingeniería. El diseñador tendría que intentar simplificar y realzar ese mecanismo para esa tarea de interés en concreto. Los especialistas de la robótica inspirada biológicamente están normalmente interesados en biosensores (p. ej. ojo), bioactuadores (p. ej. músculo), o biomateriales (p. ej. seda de las arañas). La mayoría de los robots tiene algún tipo de sistema de locomoción. Así, en este artículo, se introducen diferentes modos de locomoción animal y algunos ejemplos de los correspondientes robots inspirados biológicamente.

## Biolocomotion
La Biolocomoción o la locomoción animal está normalmente clasificada como aparece abajo:

### Locomoción en una superficie
La locomoción en una superficie puede incluir locomoción terrestre y locomoción arbórea. Específicamente hablaremos sobre locomoción terrestre en detalle en la próxima sección.

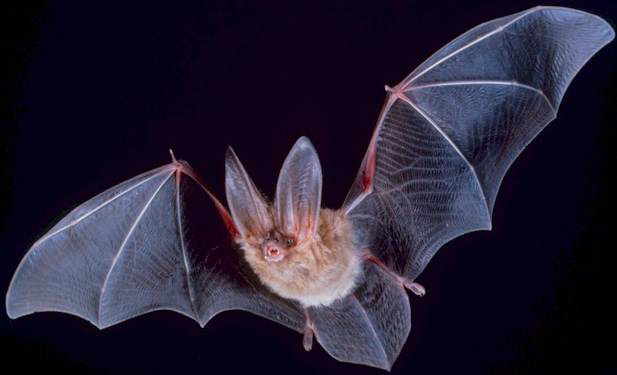
Murciélago orejón de Townsend (Corynorhinus townsendii)

### Locomoción en un fluido
Locomoción en un fluido y vuelo. Hay muchos robots nadadores y voladores diseñados y construidos por roboticistas.

## Clasificación de comportamiento (locomoción terrestre)
Hay muchos animales e insectos que se mueven sobre tierra con o sin piernas. Hablaremos de la locomoción con y sin extremidades en esta sección así como de los que trepan o saltan. Anclar los pies es fundamental para la locomoción por tierra. La capacidad de aumentar la tracción es importante para moverse sin deslizamiento en superficies como caras de rocas lisas y hielo, y es especialmente crítica para moverse cuesta arriba. Existen numerosos mecanismos biológicos para proporcionar esto: las garras se basan en mecanismos basados en la fricción; las patas del gecko están basadas en las fuerzas de Van der Walls; y algunos insectos pueden caminar sobre fluidos usando fuerzas adhesivas.

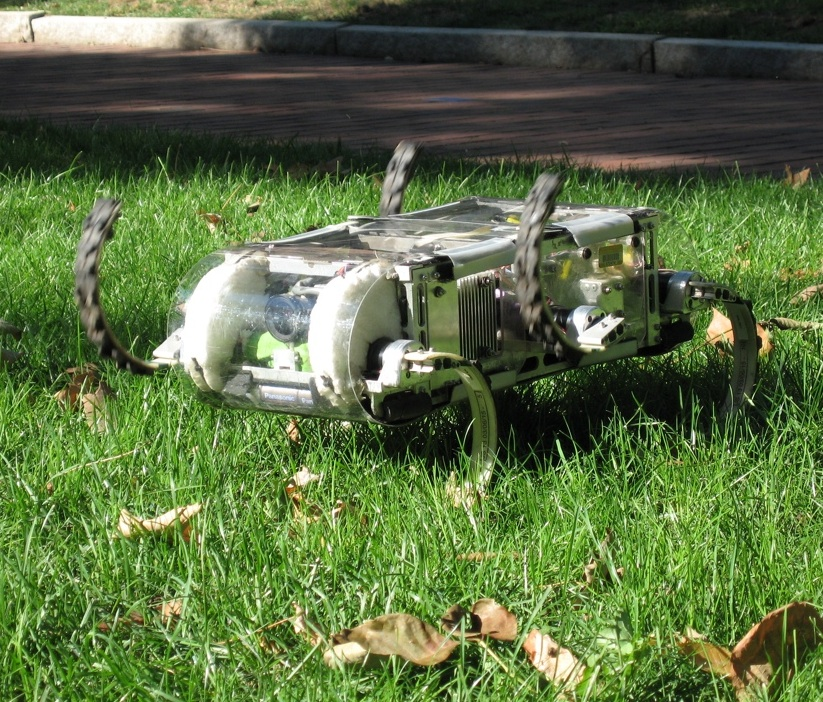
Rhex: Un fiable robot hexápodo

### Locomoción articulada
Los robots articulados pueden tener uno, dos, cuatro, seis, o más articulaciones dependiendo de la aplicación. Uno de las ventajas principales de usar piernas en lugar de ruedas es que se pueden mover en un entorno irregular más eficazmente. Los tipos de locomoción bípeda, cuadrúpeda, y hexapoda se encuentran entre los tipos favoritos en el campo de la robótica bioinspirada. Rhex, un fiable robot hexápodo y Cheetah  es el segundo robots más rápido. iSprawl es otro robot de locomoción de inspirada en la cucaracha desarrollado en la Universidad de Stanford. Este robot puede correr hasta 15 veces la longitud de su cuerpo por segundo y puede conseguir velocidades de hasta 2.3 m/s. La versión original de este robot era conducido neumáticamente mientras la nueva generación utiliza un motor eléctrico solo para locomoción.

### Locomoción sin extremidades
El terreno que implica una topografía con una gama de escalas de altitud puede ser un desafío para muchos organismos y robots biomiméticos. Esos terrenos son fácilmente superados por organismos sin extremidades como serpientes. Varios animales e  insectos incluyendo a gusanos, caracoles, orugas, y culebras son capaces de moverse sin extremidades. Una revisión de estos robots con forma de culebra fue presentada por Hirose. Estos robots pueden ser clasificados como robots con ruedas pasivas o activas, robots con bandas de rodamiento activas, y robots ondulados los cuales utilizan ondas verticales o expansiones lineales. La mayoría de los robots estilo culebra usan ruedas, los cuales son altas en fricción cuándo van de un lado a otro pero bajas cuándo ruedan hacia delante (y se puede impedir que rueden hacia atrás). La mayoría de los robots estilo culebra utilizan cualquier ondulación lateral o locomoción rectilínea y tienen la dificultad de escalar verticalmente. Choset ha desarrollado recientemente un robot modular que puede imitar el movimiento de algunas culebras, aunque no pueden realizar el  movimiento de concertina. Los investigadores del Instituto Tecnológico de Georgia han desarrollado recientemente dos robots de estilo culebra llamados Scalybot. El enfoque de estos robots está en el papel de las escamas ventrales en el ajuste de la fricción en diferentes direcciones. Estos robots pueden activamente controlar sus escamas para modificar sus propiedades de fricción y así moverse en una variedad de superficies más eficazmente. Investigadores de la CMU han desarrollado ambos robots con escamas y los robots estilo culebra convencionales.

### Escalada
La escalada es una tarea especialmente difícil  porque los errores cometidos por el escalador pueden causar que el escalador pierda su agarre y caída. La mayoría de robots han sido construidos alrededor de una simple funcionalidad observada en sus homólogos biológicos. Geckobots típicamente usan las fuerzas der waals que trabajan sólo en superficies lisas. Stickybots usan adhesivos secos direccionales  que trabajan mejor en superficies lisas. Spinybot y el robot RiSE se encuentran entre los robots insecto que usan espinas en su lugar. Los robots de escalada articulados tienen varias limitaciones. No pueden superar obstáculos grandes debido a que no son flexibles y  requieren un gran espacio de movimiento. Por lo general, no pueden escalar superficies lisas y ásperas o manejar transiciones verticales u horizontales.

### Salto
Uno de las tareas generalmente realizadas por una variedad de organismos vivientes es el salto. Los barales, las liebres, los canguros, los saltamontes, las pulgas, y las langostas son algunos de los mejores animales saltando. Un robot saltador en miniatura 7g inspirado en las langostas que puede saltar hasta 138 cm ha sido desarrollado en EPFL. El evento de salto está inducido al liberar la tensión de un resorte. El robot saltador en miniatura está inspirado en la langosta, pesa 23 gramos con un salto máximo de 365 cm y es "TAUB" (Universidad de Tel-Aviv y Instituto de Ingeniería de Braude). Utiliza resortes de torsión como almacenamiento de energía e incluye un mecanismo de alambre y pestillo para comprimir y liberar los resortes. El ETH Zúrich ha informado de saltos suaves basados en la combustión de metano y óxido de nitrógeno. La expansión térmica del gas dentro de la cámara de combustión aumenta drásticamente  el volumen de la cámara. Esto hace que el robot de 2 kg pueda saltar hasta 20 cm. El robot, inspirado en un juguete de polietileno se reorienta a sí mismo en una posición vertical después del aterrizaje.

## Clasificación conductista (locomoción acuática)

### Natación (piscina)
Está calculado que cuando nadan algunos peces pueden conseguir una eficacia de propulsión mayor que el 90%. Además,  pueden acelerar y maniobrar mucho mejor que cualquier barca hecha por el hombre o submarino, y produce menos ruido y alboroto de agua. Por tanto, a muchos investigadores estudiosos de los robots submarinos les gustaría copiar este tipo de locomoción. Ejemplos notables son el Pez Robótico G9 del departamento de Computación de la Universidad de Essex, y Robot Tuna construido por el Instituto de Robótica de Campo, para analizar y modelar matemáticamente el movimiento de los peces. El Aqua Pingüino, diseñado y construido por Festo de Alemania, copia la forma aerodinámica y la propulsión por "aletas" frontales de pingüinos. Festo ha construido también el Aqua Ray y el Aqua Jelly, los cuales emulan la locomoción de las manta rayo, y medusas, respectivamente.

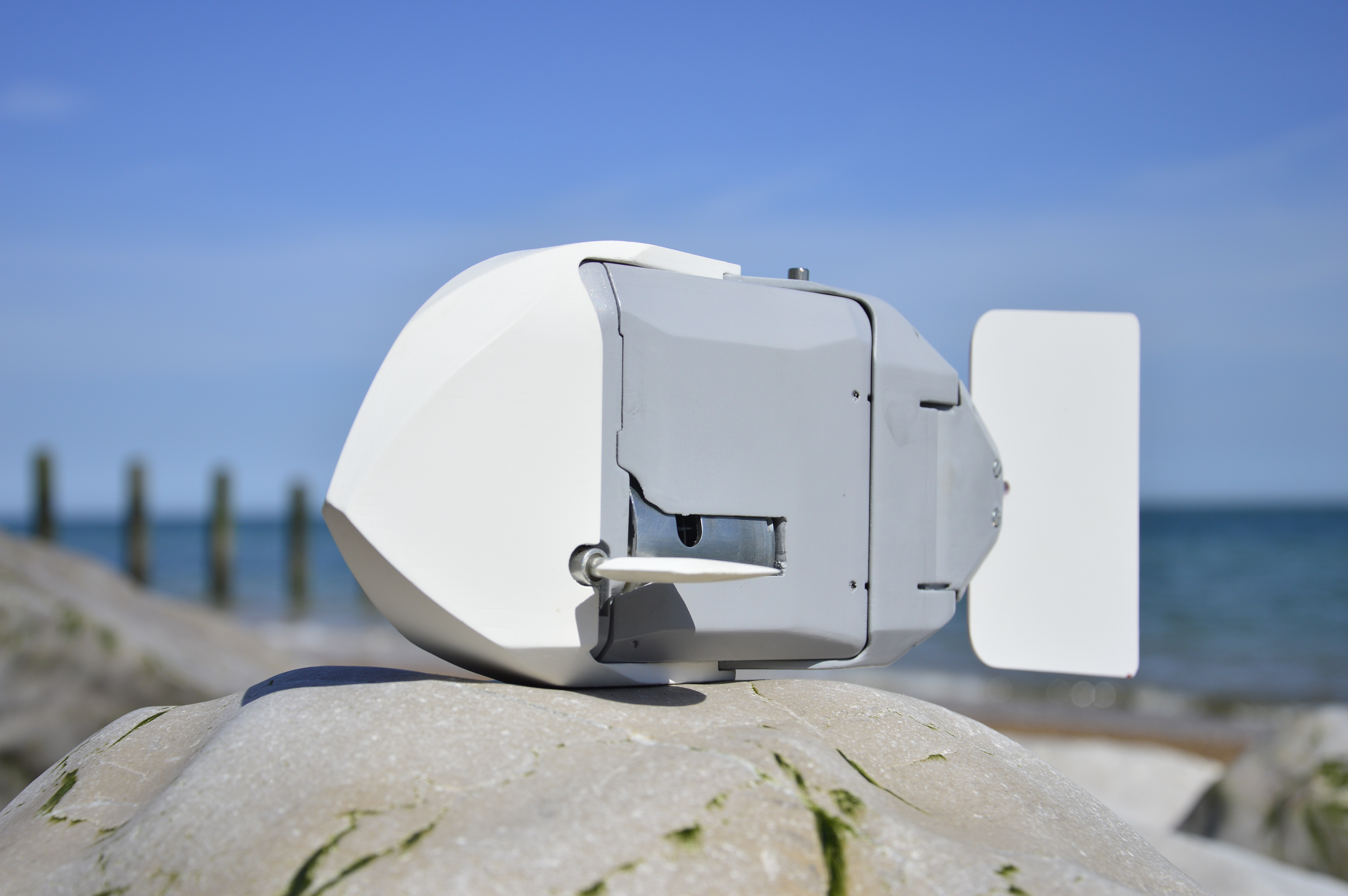
Pez robótico: iSplash-II

       En 2014 iSplash-II estuvo desarrollado por el estudiante PhD Richard James Clapham y el Prof. Huosheng Hu en la Universidad de Essex. Fue el primer pez robótico  capaz de superar a los peces cangariformes reales en términos de velocidad máxima promedio (medido en longitudes del cuerpo / segundo) y resistencia, la duración en la que la velocidad superior es mantenida. Esta construcción alcanzó velocidades de 11.6BL/s (i.e. 3.7 m/s). La primera construcción, iSplash-I (2014) era la primera plataforma robótica en aplicar el  movimiento cangariforme a cuerpo completo, se encontró que esto incrementaba la velocidad  de natación un 27% sobre la aproximación tradicional de una forma de onda confinada posterior.

## Clasificación morfológica

### Modular

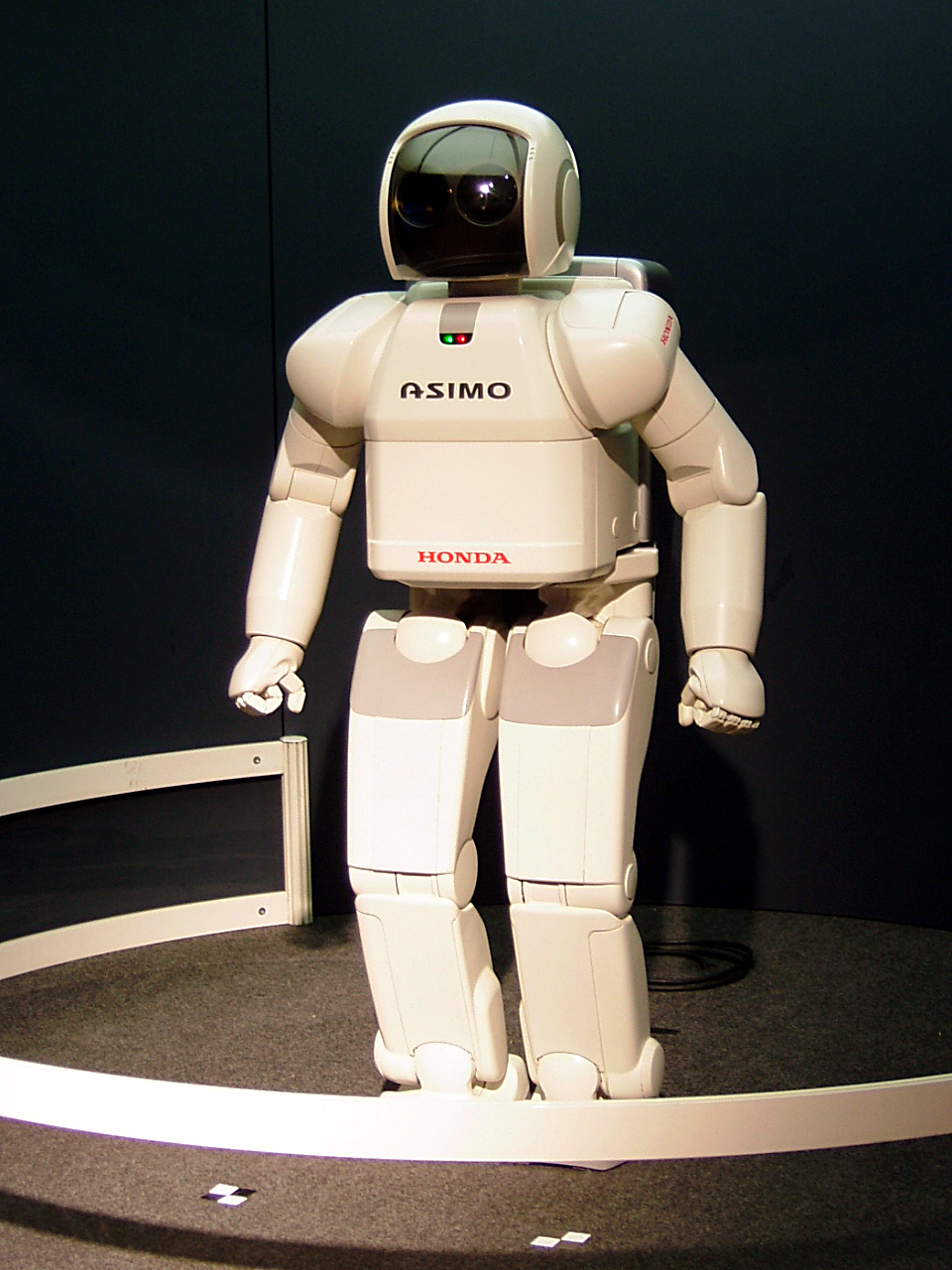
Honda Asimo: Un Humanoid robot

Los robots modulares son típicamente capaces de realizar varias tareas y son específicamente útiles para búsqueda y rescate o misiones exploratorias. Algunos de los robots presentados en esta categoría incluyen un robot inspirado en una salamandra desarrollado en EPFL que puede andar y nadar, un robot inspirado en una culebra desarrollado en la Universidad Carnegie-Mellon, que tiene cuatro modos diferentes de locomoción terrestre, y un robot inspirado en una cucaracha que puede correr y escalar en una variedad de terrenos complejos.

### Humanoides
Los robots humanoides son robots  que parecen humanos o están inspirados en la forma humana. Hay muchos tipos diferentes de robots humanoides para aplicaciones como asistencia personal, recepción, trabajo en industrias, o compañía. Estos tipos de robots son utilizados para propósitos de investigación y fueron originalmente desarrollados para construir mejores ortesis y prótesis para seres humanos. Petman es uno de los primeros y más avanzado robot humanoide desarrollado por Boston Dynamics. Algunos robots humanoides como el Honda Asimo están sobreaccionados. Por otro lado,  hay algunos robots humanoides como el robot desarrollado en la Universidad de Cornell que no tiene actuadores y andan pasivamente descendiendo pendientes poco profundas.

### Enjambre
El comportamiento colectivo de animales ha sido interesante para los investigadores durante años. Las hormigas pueden hacer estructuras como balsas para sobrevivir en los ríos. Los peces pueden notar su entorno más eficazmente en grupos grandes. La Robótica de enjambre es un campo bastante nuevo  y el objetivo es hacer robots que puedan trabajar juntos y transferir datos, hacer estructuras como un grupo, etc.

### Blandos
Los robots blandos son robots  compuestos enteramente de materiales blandos y movidos a través de presión neumática, similares a un pulpo o estrella de mar. Tales robots son bastante flexibles para moverse en espacios muy limitados (como en el cuerpo humano). El primer robots blando multigráficos se desarrolló en 2011 y el primer robot blando plenamente integrado, independiente (con baterías blandas y sistemas de control) se desarrolló en 2015.

### Laboratorios de búsqueda
- Poly-Laboratorio PEDIAL (Prof. Bob Lleno)
- Biomimetic Milisystems Laboratorio (Prof. Ron que Teme)
- Biomimetics & Dexterous Laboratorio de manipulación (Prof. Mark Cutkosky)
- Biomimetic Laboratorio de robótica (Prof. Sangbae Kim)
- Harvard Microrobotics Laboratorio (Prof. Rob Madera)
- Harvard Biodesign Laboratorio (Prof. Conor Walsh)
- ETH Laboratorio Material funcional (Prof. Wendelin Duro)
- Laboratorio de pierna en MIT
- Centro para Biológicamente Diseño Inspirado en Tecnología de Georgia
- Biológicamente Laboratorio de Robótica Inspirada, Caso Universidad de Reserva Occidental
- Biorobotics Grupo de búsqueda (S. Viollet/ F. Ruffier), Instituto de Ciencia de Movimiento, CNRS/Aix-Marseille Universidad (Francia)
- Centro para Biorobotics, Tallinn Universidad de Tecnología
- BioRob EPFL (Prof Auke Ijspeert)

- Datos: Q4914594